# 블레트

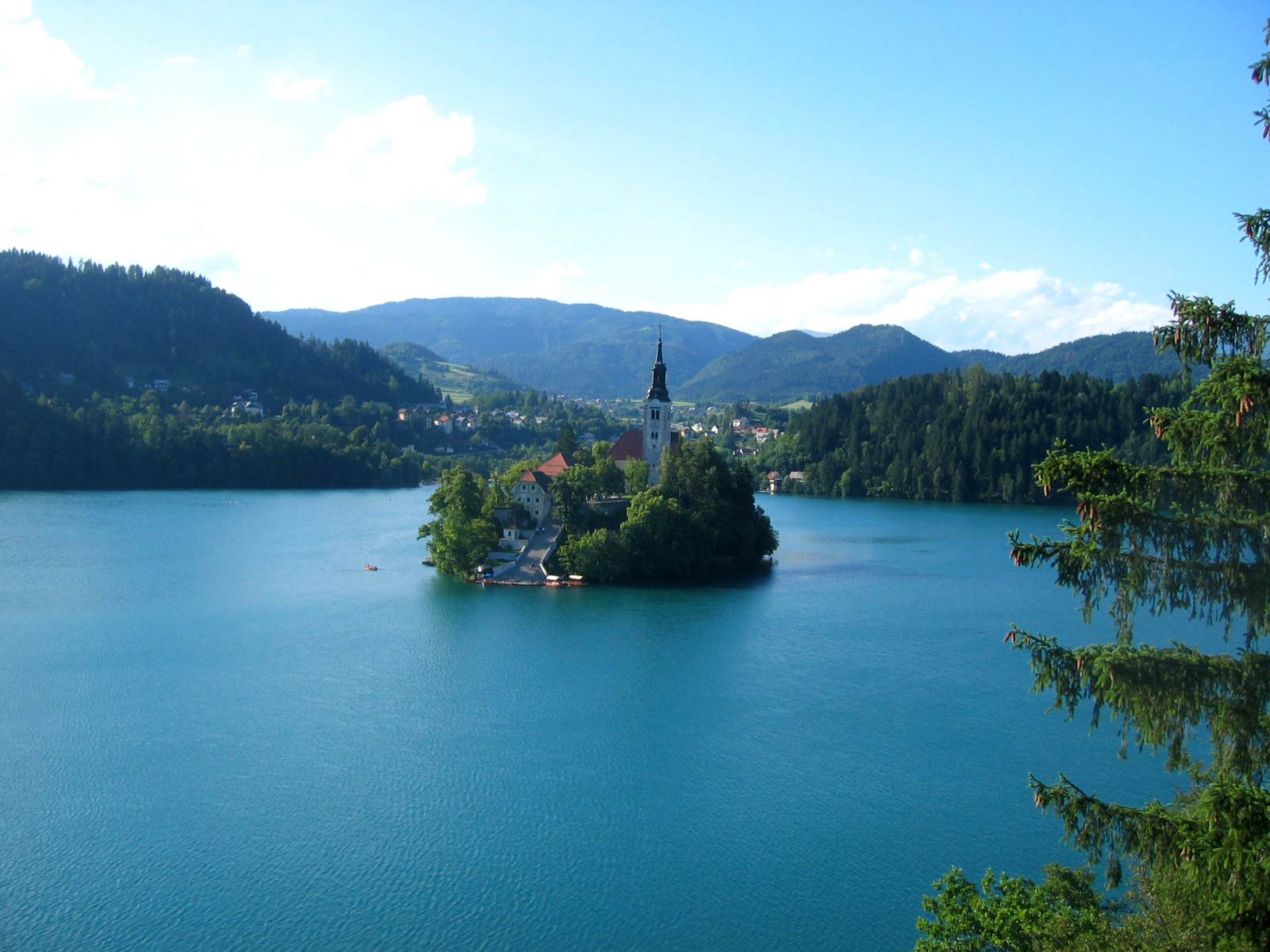
블레트섬

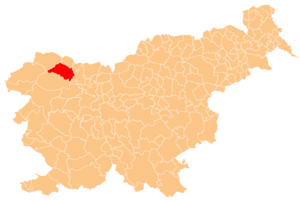
블레트의 위치

블레트(슬로베니아어: Bled, 독일어: Veldes 펠데스[*])는 슬로베니아 북서부에 위치한 도시로 면적은 188.5km2, 인구는 10,899명(2002년 기준), 인구 밀도는 57.8명/km2이며 율리안알프스산맥과 접한 관광 명소이다.

## 역사
1004년 4월 10일 신성 로마 제국의 하인리히 2세 황제가 브릭센의 주교인 알부인 1세에게 하사하면서 문헌에 처음으로 등장했다. 1278년 신성 로마 제국의 루돌프 1세 황제가 보헤미아의 왕인 오타카르 2세를 격파하면서 크란스카 지방을 획득하게 된다. 1364년부터 1919년까지는 펠데스(Veldes)라고 불렀으며 그 당시에는 크란스카 공국의 일부였다. 나폴레옹 보나파르트 시대였던 1809년부터 1816년까지는 일리리아 주에 속해 있었다.
1918년 오스트리아-헝가리 제국이 해체되면서 유고슬라비아 왕국에 편입되었으며 왕실의 여름 거처로 사용되었다. 1947년 요시프 브로즈 티토의 별장이 건설되었고 1996년 독립된 지방 자치체로 승격되었다.

## 관광
슬로베니아를 대표하는 관광지 가운데 한 곳이다. 빙하 활동으로 인해 형성된 호수인 블레트호로 유명하며 블레트호 주위에는 바위로 만든 블레트성이 있다. 독일의 크림 케이크(Cremeschnitte)에서 유래된 슬로베니아의 크림 케이크인 크렘나 레지나(kremna rezina)로 유명하다. 온난한 기후 때문에 유럽의 수많은 귀족들이 방문했으며 오늘날에는 스포츠 활동(골프, 낚시, 승마)을 즐기려는 관광객들과 인근에 있는 산을 오르려는 등산객들이 몰린다.
블레트호 안에 있는 블레트섬은 플레타나(pletana)라고 부르는 나룻배를 타고 갈 수 있다. 블레트섬에는 성모 마리아 승천 성당이 있는데 울리면 소원이 이루어진다고 전해지는 종을 울리기 위해 많은 관광객들이 몰린다. 블레트섬에는 선사 시대에 사람이 살던 흔적이 남아 있으며 교회가 세워지기 이전에는 슬라브 신화에 등장하는 사랑과 풍요의 여신인 지바(Živa)의 성지로 여겨졌다.
블레트섬에는 계단 99개가 있으며 전통적인 결혼식에서는 신랑이 신부의 등 위에 오른 채로 계단 99개를 오른다. 이 때 신부는 계단을 오르는 동안에 침묵해야 한다.

## 행사
4차례(1966년, 1979년, 1989년, 2011년)나 세계 조정 선수권 대회를 개최한 도시이다.

## 사진

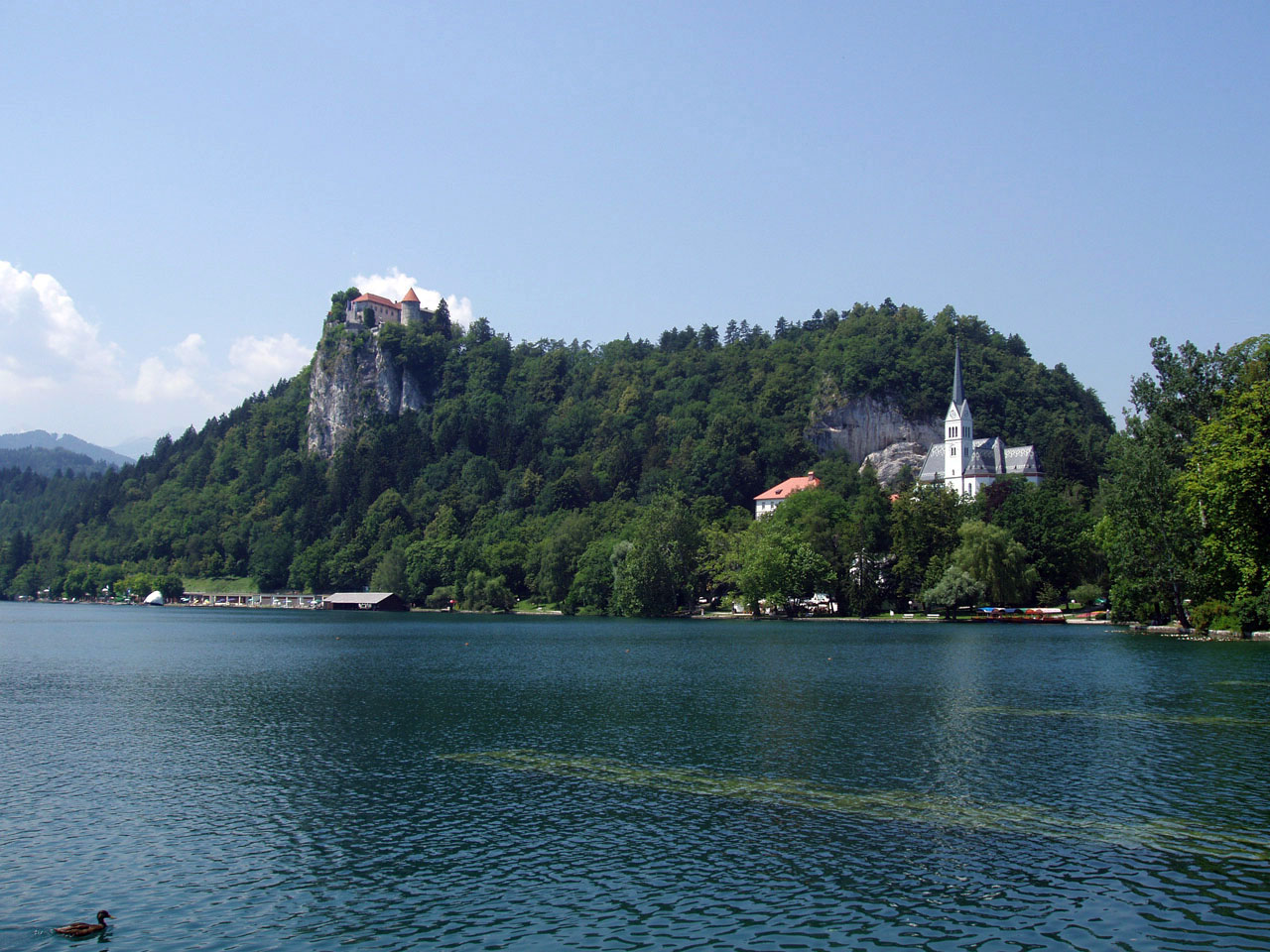
블레트성(왼쪽)과 성모 마리아 승천 성당(오른쪽)
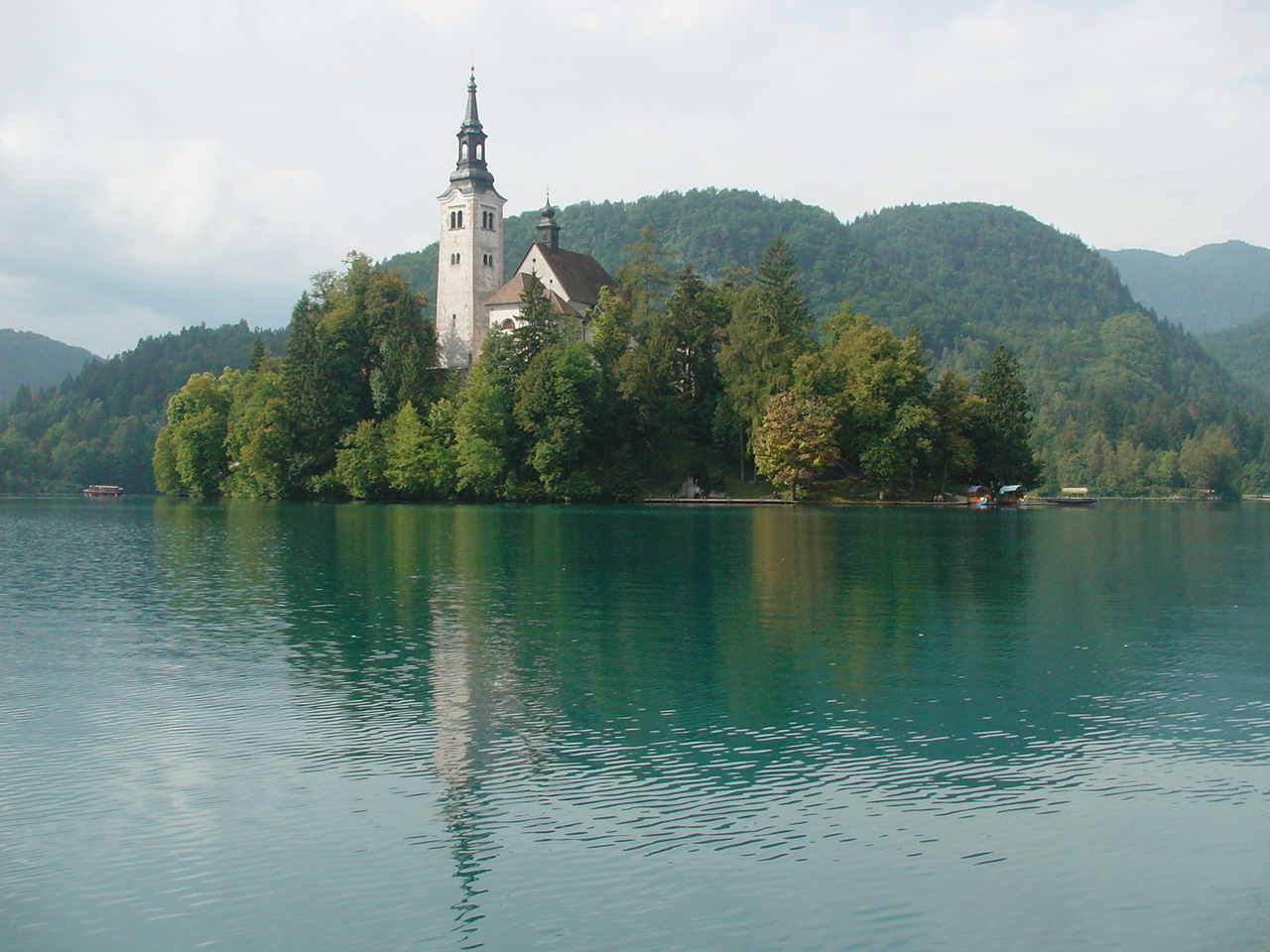
블레트섬과 성모 마리아 승천 성당

## 자매 도시
- 이탈리아 브레사노네
- 오스트리아 펠덴암뵈르터제